# 国际物业设施管理协会
国际物业设施管理协会是一个1980年成立的、国际性的和非盈利的专业性组织，其目的是为物业管理和设施管理的专业人员提供一个国际性的交流和资源平台。今天，它在全世界55个国家有1.7万多会员。协会的总部在美国密歇根州。在香港和新加坡它有分会。